# Птолемей (син на Селевк)
Вижте пояснителната страница за други личности с името Птолемей.
Птолемей (на старогръцки: Πτολεμαῖος, Ptolemaios; † 333 г. пр. Хр.) е македонец, генерал при Александър Велики през IV век пр. Хр.
Той произлиза от Орестис в Горна Македония. Неговият баща се казва Селевк. Вероятно е брат или роднина на Антиох, който е баща на диадох и цар Селевк I Никатор, основателят на Селевкидската династия.
Ариан нарича Птолемей „царски телохранител“. Вероятно го бърка с другия Птолемей. През късната есен 334 г. пр. Хр. той получава воденето на скоро-оженилите се войници, които през зимата са закарани в Македония. През пролетта 333 г. пр. Хр. той води тези войници и още 3000 македонски пехотинци, 300 македонски кавалеристи, 200 тесалийски конници и 150 елисийци при лагерувалата войска в Гордион. В Битката при Иса Птолемей е taxiarchos на тимфайнийските фаланги (pezhetairoi). Той е убит в битката след смела борба, неговият отряд е поет от Полиперхон.
Птолемей e вероятно баща на този Птолемей, който на конференцията в Трипарадис 320 г. пр. Хр. е номиниран за телохранител на цар Филип III Аридей.